# Commodore SX/DX 64
Commodore SX/DX 64 - Executive computer (SX/DX 64 - Executive computer) је био преносиви рачунар, производ фирме Комодор (Commodore) који је почео да се израђује у САД током 1983. године.
Користио је 6510 као централни микропроцесор а RAM меморија рачунара SX/DX 64 - Executive computer је имала капацитет од 64k (38911 бајтова слободно). 

## Детаљни подаци
Детаљнији подаци о рачунару SX/DX 64 - Executive computer су дати у табели испод.
|                       |                                                                          |
| [ 1 ]                 |                                                                          |
| Произвођач            | Комодор                                                                  |
| Тип                   | преносиви рачунар                                                        |
| Меморија              | 64k (38911 бајтова слободно)                                             |
| Поријекло             | Сједињене Америчке Државе                                                |
| Година                | 1983                                                                     |
| Тастатура             | Пуни помак тастера, одвојива тастатура, 66 тастера, 4 функцијска тастера |
| Процесор              |                                                                          |
| Фреквенција процесора | 1                                                                        |
| RAM                   | 64k (38911 бајтова слободно)                                             |
| ROM                   | 20k                                                                      |
| Текст                 | 40 знакова. x 25 линија са 16 боја                                       |
| Графика               | неколико резолуција, највише кориштена: 320 x 200                        |
| Боја                  | 16                                                                       |
| Звук                  | 3 гласа, 9 октава, 4 таласна облика                                      |
| Димензије             | 36,8 (ширина) x 36,8 (дубина) x 12,7 (висина)                            |
| Портови               |                                                                          |
| Оперативни систем     |                                                                          |